# Lúcia Moniz
Ana Lúcia Pereira Moniz (Lissabon, 9 september 1976) is een Portugees zangeres en actrice.

## Biografie
Moniz is vooral bekend vanwege haar deelname aan het Eurovisiesongfestival 1996, dat gehouden werd in de Noorse hoofdstad Oslo. Met het nummer O meu coração não tem cor eindigde ze op de zesde plek. Dit was tot de overwinning van Portugal in 2017 de hoogste positie die een Portugese artiest ooit haalde.
Moniz is ook actrice en speelde een rol als huishoudster Aurelia in de Britse romcom Love Actually.
1964: António Calvário · 
1965: Simone de Oliveira · 
1966: Madalena Iglésias · 
1967: Eduardo Nascimento · 
1968: Carlos Mendes · 
1969: Simone de Oliveira · 
1971: Tonicha · 
1972: Carlos Mendes · 
1973: Fernando Tordo · 
1974: Paulo de Carvalho · 
1975: Duarte Mendes · 
1976: Carlos do Carmo · 
1977: Os Amigos · 
1978: Gemini · 
1979: Manuela Bravo · 
1980: José Cid · 
1981: Carlos Paião · 
1982: Doce · 
1983: Armando Gama · 
1984: Maria Guinot · 
1985: Adelaide Ferreira · 
1986: Dora · 
1987: Nevada · 
1988: Dora · 
1989: Da Vinci · 
1990: Nucha · 
1991: Dulce Pontes · 
1992: Dina · 
1993: Anabela · 
1994: Sara Tavares · 
1995: Tó Cruz · 
1996: Lúcia Moniz · 
1997: Célia Lawson · 
1998: Alma Lusa · 
1999: Rui Bandeira · 
2001: MTM · 
2003: Rita Guerra · 
2004: Sofia Vitória · 
2005: 2B · 
2006: Nonstop · 
2007: Sabrina · 
2008: Vânia Fernandes · 
2009: Flor-de-Lis · 
2010: Filipa Azevedo · 
2011: Homens da Luta · 
2012: Filipa Sousa · 
2014: Suzy · 
2015: Leonor Andrade · 
2017: Salvador Sobral · 
2018: Cláudia Pascoal · 
2019: Conan Osíris · 
2021: The Black Mamba · 
2022: Maro · 
2023: Mimicat · 
2024: Iolanda · 
2025: Napa
- Bibliothèque nationale de France: cb16010151c (data)
- Gemeinsame Normdatei: 1259731197
- International Standard Name Identifier: 0000 0003 7185 1067
- Library of Congress Control Number: no2020146842
- MusicBrainz: 98b69329-321f-4003-acae-081876b8ec10
- Virtual International Authority File: 85965736